# Rivière Trent (Ontario)
Pour les articles homonymes, voir Trent.
La rivière Trent est une rivière du sud-est de la province canadienne de l’Ontario qui coule du lac Rice jusqu'à la baie de Quinte qui appartient au lac Ontario. La rivière fait partie de la voie navigable Trent-Severn qui relie le lac Ontario au lac Huron. La rivière fait 90 km de long.
La rivière est reconnue pour la pêche. (Achigan à petite bouche, Achigan à grande bouche, brochet, Doré jaune, Aplodinotus grunniens)
Les affluents de la rivière sont les rivières Crowe et Otonabee, qui coulent dans la ville de Peterborough.